# Phyllachora colombiensis
Phyllachora colombiensis är en svampart som först beskrevs av Chardón, och fick sitt nu gällande namn av P.F. Cannon 1989. Phyllachora colombiensis ingår i släktet Phyllachora och familjen Phyllachoraceae.   Inga underarter finns listade i Catalogue of Life.